# 大卫·罗尼
大卫·罗尼（英語：David M. Ronne，1943年4月23日—2007年1月23日）美国音频工程师。他曾3次提名奥斯卡最佳音响效果奖。自1966年至2007年间罗尼曾参与120多部电影的制作。

## 部分影视作品
- 金色池塘 (1981)[2]
- 怒河春醒（英语：The River (1984 film)） (1984)[3]
- 西瓦拉多大决战 (1985)[4]